# وادیم بوگیف
وادیم بوگیف (روسی: Вадим Богиев؛ زادهٔ ۲۷ دسامبر ۱۹۷۰) کشتی‌گیر پیشین اوستیایی‌تبار اهل روسیه است که در دستهٔ سبک‌وزن کشتی آزاد رقابت می‌کرد. بوگیف برندهٔ مدال طلای المپیک ۱۹۹۶ آتلانتا، نایب‌قهرمان مسابقات قهرمانی کشتی جهان در سال ۱۹۹۳ و قهرمان سه دورهٔ پیاپی مسابقات قهرمانی کشتی اروپا در سال‌های ۱۹۹۴، ۱۹۹۵ و ۱۹۹۶ است.
وی همچنین برندهٔ جوایزی همچون نشان دوستی شده‌است.